# Virtute siderum tenus
La locuzione latina Virtute Siderum Tenus, significa: con valore verso le stelle.
È il motto dell'Aeronautica Militare Italiana ed appare sotto lo stemma araldico.
Sintetizza il coraggio, la bravura ed il sacrificio di tutti gli Aviatori italiani.
Come traduzione aggiuntiva: "Con la Virtù dei Cieli vicino".

## Curiosità
Il pattugliatore di squadra Aviere della Classe Soldati, acquistato dalla Marina Militare Italiana nel 1992 ha assunto lo stesso motto.